# 3827 Zdeněkhorský
3827 Zdeněkhorský este un asteroid din centura principală, descoperit pe 3 noiembrie 1986 de Antonín Mrkos.